# Mikołaj Michajłowicz Sapieha
Pour les articles homonymes, voir Mikołaj Sapieha et Maison Sapieha.
Mikołaj Michajłowicz Sapieha, mort le 13 août 1611, magnat polonais, membre de la famille Sapieha, grand échanson de Lituanie (1574), chambellan de Grodno (1582)

## Biographie
Mikołaj Michajłowicz est le fils de Michał Januczowisz Sapieha (mort avant 1554) et de Maryna Bistrecka.
En 1567, il participe à la guerre de Livonie contre la Russie. Le 25 janvier 1574, il est nommé maître de cuisine de Lituanie. Aux élections de 1576, il soutient la candidature d'Étienne Báthory. Il se distingue dans les guerres de 1579-1581 contre la Russie, pour lesquelles en 1582, il est nommé chambellan de Grodno.
Son soutien à la candidature de Sigismond Vasa lors des élections de 1587, facilite la poursuite de sa carrière. En 1589, il signe la ratification du traité de Bytom et Będzin au cours de la diète de pacification. En 1589, il reçut le titre de maître de cuisine de Lituanie et plusieurs baux dans le comté de Grodno. Il participe au Sejm de 1589 et 1595. En 1590, 1596 et 1601, il est député au tribunal du Grand-Duché de Lituanie. En 1600, il représente le district de Grodno et participe une dernière fois au Sejm de 1603.

## Mariages et descendance
Il épouse Bohdana Massalska qui lui donne pour enfants :
- Jan Dominik (mort après 1622), secrétaire royal (1611)
- Mikołaj (mort après 1638)
- Fryderyk (m. 1650), chambellan de Vitebsk, voïvode de Mstsislaw (1647)
- Elena,
- Katarzyna,
- Mariana.

## Sources
- (lt) Cet article est partiellement ou en totalité issu de l’article de Wikipédia en lituanien intitulé « Mykolas Mikalojus Sapiega » (voir la liste des auteurs).

- (pl) Cet article est partiellement ou en totalité issu de l’article de Wikipédia en polonais intitulé « Mikołaj Michajłowicz Sapieha » (voir la liste des auteurs).